# François Ozon
François Ozon (Paris, 15 de Novembro de 1967) é um escritor e realizador francês.
Obteve reconhecimento internacional pelos seus filmes 8 mulheres (em francês 8 femmes) (2002) e Swimming Pool (2003).
François Ozon é considerado como um dos mais importantes jovens realizadores franceses na categoria "New Wave" do cinema francês, tal como Jean-Paul Civeyrac, Philippe Ramos ou Yves Caumon.

## Carreira
Em 1990, já depois de se licenciar em cinema pela Universidade de Paris I, François Ozon estudou na escola francesa de cinema La Femis.
Ozon realizou diversas curtas metragens, tais como Une robe d'été (1996) e Scènes de lit (1998) que reflectem já o seu estilo particular.
A sua estreia em longas metragens deu-se com Sitcom (1998), que teve bom acolhimento quer da parte da crítica quer do público.
Após a adaptação da obra de Fassbinder com Gotas de água em pedras escaldantes (2000) veio o filme que o tornou conhecido para além fronteiras, 8 Mulheres. Trata-se de uma adaptação cinematográfica da peça de boulevard de Robert Thomas e que conta com um elenco notável com Catherine Deneuve, Fanny Ardant, Isabelle Huppert e Emmanuelle Béart. O filme narra a história com uma sucessão de números musicais, uma produção a fazer lembrar os melodramas dos anos 50 de Hollywood.
Em 2003 Swimming Pool contou com a participação de Charlotte Rampling e de Ludivine Sagnier. Foi considerado por Ozon como sendo um filme muito pessoal e que dá uma visão do difícil processo de criação de uma novela ou argumento cinematográfico.

## Filmografia

### Filmes
- 1998 : Sitcom[1]
- 1999 : Les Amants criminels
- 2000 : Gouttes d'eau sur pierres brûlantes
- 2000 : Sous le sable
- 2001 : Huit Femmes
- 2003 : Swimming Pool[2][3]
- 2004 : 5×2[4]
- 2005 : Le Temps qui reste
- 2007 : Angel
- 2009 : Ricky
- 2010 : Le Refuge
- 2010 : Potiche
- 2012 : Dans la maison[5]
- 2013 : Jeune et Jolie
- 2014 : Une nouvelle amie
- 2016 : Frantz
- 2017 : L'Amant double
- 2018 : Grâce à Dieu[6][7]
- 2020 : Été 85[8][9][10]
- 2021 : Tout s'est bien pass
- 2021 : Peter von Kant
- 2023: Mon crime

### Curta-metragem
- 1988 : Photo de famille
- 1988 : Les Doigts dans le ventre
- 1990 : Mes parents un jour d'été
- 1991 : Une goutte de sang
- 1991 : Peau contre peau (les risques inutiles)
- 1991 : Le Trou madame
- 1991 : Deux plus un
- 1992 : Thomas reconstitué
- 1993 : Victor
- 1994 : Une rose entre nous
- 1994 : Action vérité
- 1995 : La Petite Mort
- 1996 : Une robe d'été
- 1996 : Homme idéal11
- 1997 : Scènes de lit
- 1997 : Regarde la mer
- 1998 : X2000
- 2006 : Un lever de rideau

## Prémios e Nomeações
- Indicado ao prêmio Leão de Ouro no Festival de Veneza, em 2010, pelo filme "Potiche" (2010).
- Recebeu 2 nomeações ao César de Melhor Filme, por "Sous le sable" (2000) e "8 femmes" (2002).
- Recebeu 2 nomeações ao César de Melhor Realizador, por "Sous le sable" (2000) e "8 femmes" (2002).
- Recebeu 1 nomeação ao César de Melhor Argumento, por "8 femmes" (2002).
- Recebeu 1 nomeação ao César de Melhor Curta-Metragem, por "Une Robe d'Été" (1996).
- Recebeu 3 nomeações ao European Film Awards de Melhor Realizador, por "Sous le sable" (2000), "8 femmes" (2002) e "Swimming Pool" (2003).
- Recebeu 1 nomeação ao European Film Awards de Melhor Argumento, por "8 femmes" (2002).